# کاستا سرنا
کاستا سرنا (به انگلیسی: Costa Serena) یک کشتی است که طول آن ۲۸۹٫۵۹ متر (۹۵۰٫۱ فوت) می‌باشد. این کشتی در سال ۲۰۰۶ ساخته شد.